# Melanagromyza dakarensis
Melanagromyza dakarensis är en tvåvingeart som beskrevs av Spencer 1959. Melanagromyza dakarensis ingår i släktet Melanagromyza och familjen minerarflugor.
Artens utbredningsområde är Senegal. Inga underarter finns listade i Catalogue of Life.